# Sofia Jancu
Sofia Jancu, connue sous le nom de plume d'Étienne Constant, née le 9 février 1901 à Fălticeni (Roumanie) et morte le 15 décembre 1983 à Paris, est une journaliste, résistante et militante communiste.

## Biographie
Née dans une famille bourgeoise d'origine juive et d'orientation politique libérale, Sofia Jancu est confiée à des religieuses catholiques qui l'instruisent en français. Elle est en contact avec les milieux communistes roumains au milieu des années 1920 et, après la mort de son père, décide de s'installer à Paris, en 1931.
Dès l'année suivante, elle adhère à l'Association des écrivains et artistes révolutionnaires, où elle se lie avec Maurice Ténine et Paul Vaillant-Couturier. Parallèlement, elle mène, dans le cadre du Secours rouge international des actions en faveur des militants de la gauche roumaine incarcérés ou inquiétés par le pouvoir. C'est à cette occasion qu'elle fait la rencontre de Gabriel Péri, alors chargé des questions internationales à L'Humanité. Le coup de foudre est immédiat. Adhérente du PCF en 1933, elle entame une carrière de journaliste au sein de la presse communiste. Sous le nom d'Etienne Constant, elle écrit notamment dans Regards, alors dirigé par Julien Vogel.
En 1935, elle est chargée de la création de l'Association des amis du peuple chinois, faisant suite à la décision du PCC de prôner l'unité nationale contre l'invasion japonaise. Cette association, qui dépasse un peu le cadre strict du mouvement communiste, se dote en 1938 d'une revue « Chine », qui paraît jusqu'en août 1939.
En 1936, elle devient permanente du Comité mondial contre la guerre, dirigé par Henri Barbusse, où elle est notamment chargée de la mise en place du Comité mondial des femmes contre la guerre et le fascisme, qui sera présidé par Gabrielle Duchêne.
Éloignée de Paris sur ordre du parti de la signature du Pacte germano-soviétique jusqu'en octobre 1940, elle devient alors la collaboratrice principale de Gabriel Péri dans son activité de résistance, sans pour autant exprimer le même scepticisme que son compagnon quant à l'attitude de la direction du parti.
Après l'arrestation de Péri, en mai 1941, elle suit les instructions de celui-ci et de la direction du parti et en reste à une défense « légaliste » du résistant, qui sera fusillé en décembre. Dans sa lettre d'adieu, celui-ci en fait la « dépositaire intellectuelle de [sa] mémoire ».
Après l'échec de sa tentative de quitter la France en passant par Marseille, elle s'installe dans la région de Grenoble, où elle se lie d'amitié avec Colette Audry. Elle prend une part active à la résistance au sein du Front national, et à l'organisation de la résistance dans le Vercors, avec pour camp de base Villard-de-Lans, agissant sous le pseudonyme de « Madame Clément ». 
Après guerre, elle reste dans la région grenobloise et devient journaliste pour Le Travailleur alpin. Elle collabore aussi à La Marseillaise et à Action. En 1950, elle décide de retourner en Roumanie où son activité politique se résuma à prendre la carte du Parti communiste roumain.
À son retour en France, en 1956, elle est traductrice et lectrice pour les éditions Gallimard, et également correspondante à Paris pour la BBC. 
Son expérience de l'évolution des démocraties populaires l'avaient rendue violemment anti-soviétique, sans pour autant qu'elle ne prenne de positions publiques.